# Hermann Roth (Fußballspieler)
Hermann Roth (* 29. März 1925) ist ein ehemaliger Fußballtorwart aus der DDR.
Roth spielte bis 1954 für Empor Lauter. Mit ihnen stieg er 1952 in die DDR-Oberliga auf und absolvierte 32 Spiele in der höchsten Spielklasse der DDR. Als im November 1954 die Spieler des Empor Lauter zum neu gegründeten SC Empor Rostock delegiert wurden, ging er als einer von zwölf Empor-Spielern aus dem Erzgebirge mit an die Ostseeküste und folgte dem Versprechen in Rostock doppeltes Gehalt, eine schöne neue Wohnung in der City, einem Garten an der Küste und Ferienplätze am Meer zu erhalten. Als Ersatztorhüter hinter Rudi Leber kam er in der restlichen Saison unter Empor-Trainer Oswald Pfau zu lediglich einem Einsatz im FDGB-Pokal gegen Empor Wurzen (4:1) am 12. Dezember 1954; Hermann Roth wurde in der 73. Spielminute eingewechselt und wurde somit Teil jener Mannschaft, die im Ostseestadion den ersten Pflichtspielsieg für den neuen Club aus dem Bezirk Rostock errangen. In der Übergangssaison 1955 spielte  Roth viermal.